# 维丘加区
维丘加区（俄语：Вичугский район）是俄罗斯联邦伊万诺沃州下辖的一个区，其行政中心为维丘加。据2016年统计，该区的人口为18272人。